# 赤盤 (MUCCのシングル)
「赤盤」（あかばん）は、ムックの2枚目のシングル。

## 概要
「青盤」と同時発売。

## 収録曲
1. 暗い曲
（作曲：ミヤ）
インスト曲
2. スイミン
（作詞・作曲：ミヤ）
3. 五月雨
（作詞・作曲：ミヤ）

## カバー
五月雨
- 左迅×弐×愁×Яyo - 2017年11月22日発売の『TRIBUTE OF MUCC -縁[en]-』に収録。